# Pierre Gaveaux
Pierre Gaveaux (Besiers, Erau, 9 d'octubre de 1761 - París, 5 de febrer de 1825) fou un compositor i professor francès.
De bon principi es dedicà al cant, fou infant de cor en una església de Besiers i després se'l contractà com a tenor en un teatre de Bordeus (1788), d'on passà al teatre Monsieur (París) i al de l'Opéra-Comique. Ensems es dedicà a la composició, fent representar més de 30 obres, diverses de les quals aconseguiren força èxit. El 1812 es retirà definitivament de l'escena, i després d'un atac de bogeria mental, fou reclòs en un manicomi, on acabà els seus dies.
Entre les seves produccions cal mencionar:
- Pària, (1792),
- Les deux ermites,
- Le diable couleur de rose,
- Leonore ò l'amour conjugal, (que serví a Beethoven per a base de l'argument de la seva òpera Fidelio),
- La famille indigente,
- Sophie et Moncars,
- Les deux jockeys,
- Le trompeur trompé,
- Le bouffe et le tailleur,
- M. Deschalumeaux,
- La rose blanche et la rose rouge,
- L'enfant prodigue,
- Une nuit au bois, etc.

A més, va compondre el ballet L'amour à Cythère, estrenat al teatre de l'Òpera de París i l'himne antirevolucionari Le reveil du peuple, que va estar molt en voga després del 9 de Termidor. la música de Gaveaux manca de vigor, perà de vegades resulta molt agradable.